# Cetatea Brassovia

Machetă a Cetății Brassovia, scară 1:100

Cetatea Brassovia (sau Cetatea Brașovia) este un monument istoric și arhitectural din sec. XIV-XV, înscris pe lista monumentelor istorice cu cod LMI BV-I-m-B-11259.01. Cetatea se află pe vârful Tâmpei și a fost constituită în evul mediu fiind cel mai important punct de apărare pentru Brașov.

## Descriere și istoric
Ansamblul fortificat ocupă o suprafață de aproximativ 23.000 mp, cu ziduri înalte și groase de 1,70 până la 1,80 m. 
Prima dată, cetatea este menționată într-un document din 16 octombrie 1434. Poziția dominantă a Tâmpei, izolarea și înclinarea pantelor au făcut din cetatea Brassovia fortificație imposibil de cucerit și totodată „cheia” stăpânirii orașului. Cadrul natural în care a fost înălțată este unul dintre cele mai prielnice locuri pentru asemenea construcții: în două părți, cetatea este flancată de coaste abrupte, iar în a treia este mărginită de o pantă abruptă cu posibilități de fortificare. Arhitectura construcției este simplă, făcând ipoteza ca cetatea să aparțină epocii preromanice. 

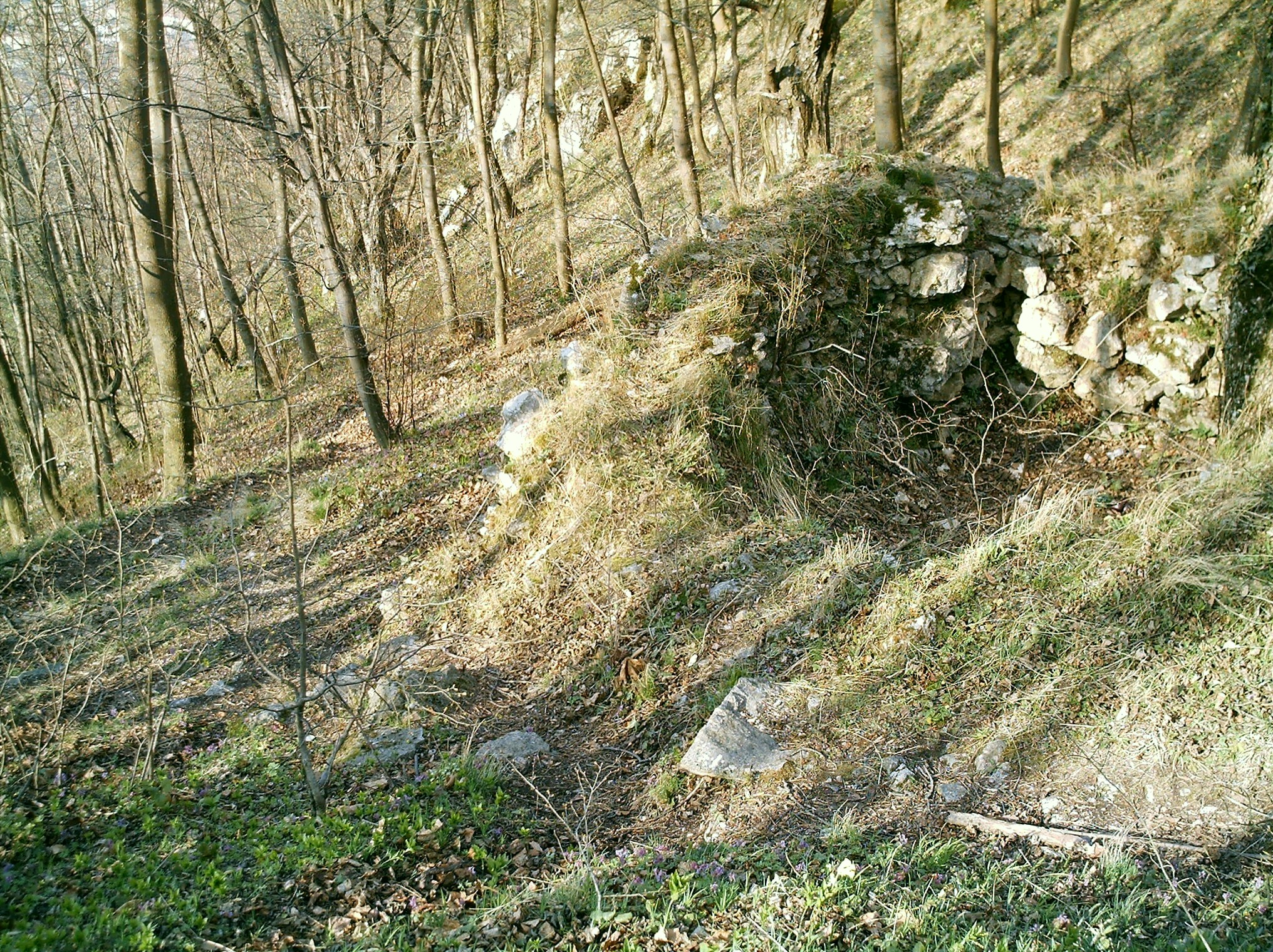
Ruinele unui turn de pază și drumul care mergea către Curmătură - Dealul Melcilor

Incinta sa de piatră, de formă aproape triunghiulară, prezintă un mic bastion poligonal pe latura vestică și urme ale unor mici încăperi pe latura de sud. În interior exista o capelă și rezervoare pentru apă săpate în piatră. Pe latura nordică, spre oraș, începând de la vârful Tâmpa mare (960 m), coborând spre vârful Tâmpa mică (925 m), există un zid având grosimea de 0,80 m pe o porțiune de aproape 200 m. Aproximativ la mijloc, zidul este atins din exterior de un drum vechi, azi abia de recunoscut, care traversa diagonal panta Tâmpei venind dinspre Curmătură, dintre Tâmpa și Dealul Melcilor. În acest loc al zidului există patru deschideri de poartă, două mai late, de 116 cm și două mai înguste, de circa 100 cm. Tot începând de la vârful Tâmpei, un alt zid gros de 1,80 m se întinde spre sud, până la o potecă, care vine din Valea Cetății, zidul ocolind apoi spre vest pe o porțiune de circa 50 m până la stânca de deasupra grotei de pe partea sudică a Tâmpei. Către șaua Tâmpei, care desparte Tâmpa de dealul Păticel, zidul se înalță aproximativ pe curba de nivel de 920 m, având lungimea de circa 150 m și de asemenea grosimea de 1,80 m. Adaptat la situația terenului, zidul prezintă un colț ieșind din linia continuă. Pe această parte se află și poarta principală de intrare în cetate, la capătul unui drum în serpentine săpat partial în stâncă. În 1933, Muzeul Săsesc al Țării Bârsei a efectuat în cetate săpături arheologice, care au dus la degajarea fundațiilor capelei Sf. Leonhard din apropierea porții principale a cetății. Săpăturile au fost continuate în 1937 de către Alfred Prox, care a cercetat cisterna din incinta capelei. Atunci s-a putut constata că cisterna având un diametru de 6,8 m a fost adâncită în stâncă până la 5 m, unde s-a dat de un strat de apă, surprinzător la această înălțime. Faptul că din trei părți fortificația era înconjurată de prăpăstii, iar a patra era bine apărată, făceau din aceasta una dintre cele mai inexpugnabile (greu de cucerit) cetăți din Transilvania și Europa (de fapt, n-a fost ocupată niciodată, decât prin tratate).
Era deservită de o zonă șcheiană din vale, numită Cătun, de care era legată prin Drumul Cavalerilor. Costantin Lacea spunea prin 1910 că „și astăzi populația românească, în frunte cu costenii (locuitori de pe strada Coastei și cea a Costiței), conduși de Junii Curcani, ies a doua zi de Rusalii sus la Cetatea de pe Tâmpa, pe la Crucea din Cutun și petrec acolo. Bătrânii povestesc că în tinerețele lor se făcea joc sus, în Cetatea de pe Tâmpa”.

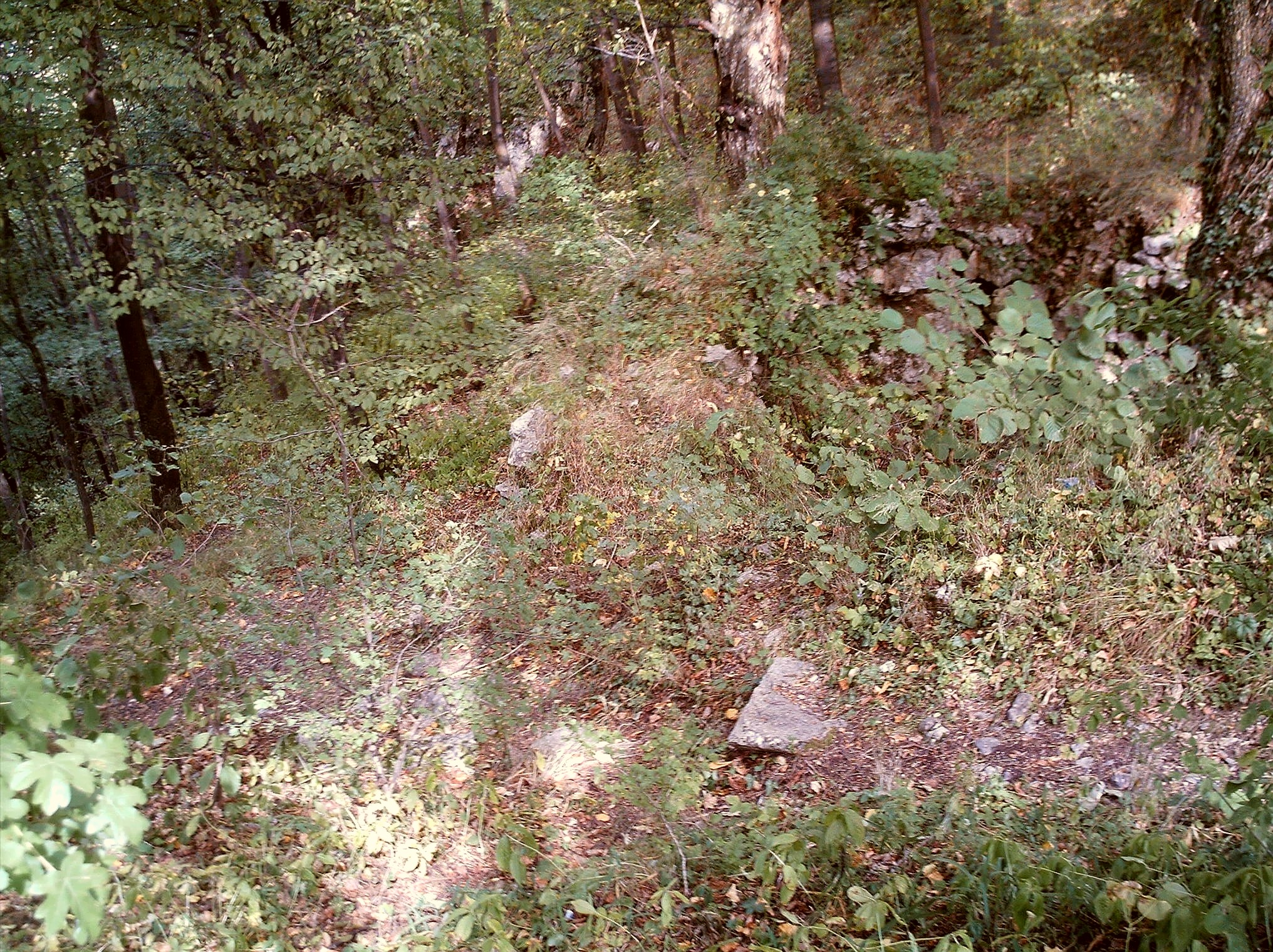
Ruine

La 1241 abia au timp câteva familii de brașoveni să se adăpostească în ea din calea năvălirii tătarilor. În anul 1395, înaintea declanșării războiului cu turcii, Mircea cel Bătrân și-a adăpostit familia în cetate. După 24 de ani, la 1421, cetatea devine loc de refugiu pentru populația Brașovului, amenințată de sultanul Murad al II-lea. În același an, cetatea este dată ca zălog sultanului, turcii dominând de pe înălțime orașul. Înțelegând repede pericolul, brașovenii au recuperat-o cu ajutorul lui Iancu de Hunedoara.

### Demolarea (1447-1455)
Poposind la Brașov în noiembrie-decembrie 1447, Iancu a vizitat personal „castrum Brassoviense” și a putut constata dificultățile survenite în apărarea și întreținerea acestei cetăți. De aceea, el a dat ordin de demolare pe deplin justificat și a dispus ca pietrele rezultate din demolare să fie utilizate la fortificarea zidurilor orașului din vale.
În primăvara anului 1455, cetatea era deja demolată, dar a rămas întreagă capela cetății cu hramul Sf. Leonhard, amenintată cu decăderea din cauza părăsirii ei. De aceea arhiepiscopul de Strigoniu a încuviintat demolarea și a capelei, hotărând ca în locul ei să fie ridicat un altar dedicat Sf. Leonhard în biserica parohială (azi Biserica Neagră).
Cu ocazia amenajărilor legate de construcția telefericului pe Tâmpa (1970) și a restaurantului „Panoramic”, s-a făcut un nou drum de acces, demolându-se o parte din bastionul porții principale.